# Polycyphus
Polycyphus is een geslacht van uitgestorven zee-egels uit de familie Stomechinidae.

## Soorten
- Polycyphus normannus Desor, 1848 † Bathonien, West-Europa.
- Polycyphus arabicus Kier, 1972 † Bathonien, Saoedi-Arabië.
- Polycyphus paucituberculatus Kier, 1972 † Callovien, Saoedi-Arabië.